# Spritzloch

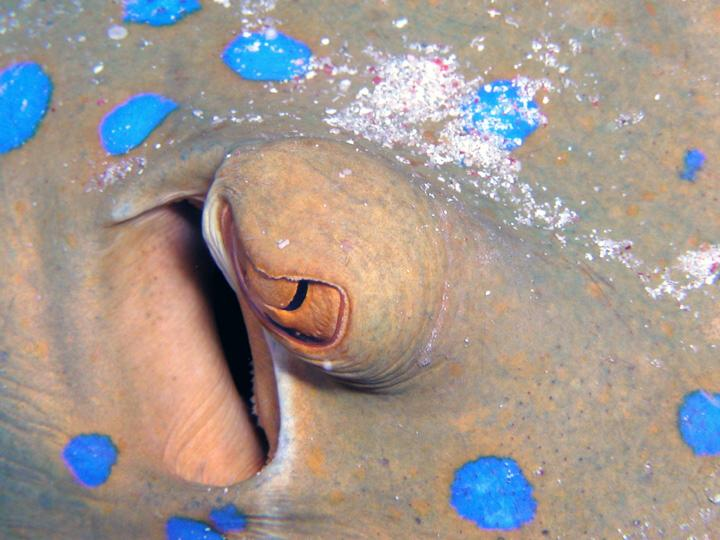
Ein Spritzloch eines Blaupunktrochens unterhalb des Auges.

Das Spritzloch oder auch Saugloch (lateinisch Spiraculum = „Luftloch“) ist eine umgewandelte Kiemenöffnung bei den meisten Haien und allen Rochen, die jeweils hinter oder unterhalb der Augen der Tiere liegt. Sie dient dazu, Atemwasser einzusaugen und dieses durch einen Kanal in die Kiemen zu leiten, damit der darin enthaltene Sauerstoff zur Atmung genutzt werden kann.
Besonders bei den meist bodenlebenden Grundhaien und den Rochen wird das Atemwasser fast ausschließlich durch die Spritzlöcher aufgenommen, da darin sonst infolge des unterständigen Maules ständig Schlick und Sand enthalten wäre. Bei den Rochen liegen die Spritzlöcher aus diesem Grunde auf der Rückenseite, während sich die Kiemenausströmöffnungen auf der Bauchseite befinden.
Ein paariges Spiraculum besitzen auch die meisten niederen Knochenfische, wenn auch nicht unbedingt zur Einatmung, z. B. die Störe und die Flösselhechte. (In ihm liegt meist ein Sinnesorgan, das man mit dem Hören in Zusammenhang bringt.) Bei Echten Knochenfischen (Teleostei) kommt es nicht („mehr“) vor.
Das Spiraculum der Froschlurche ist ein unpaares Kiemenloch an der Bauchseite oder linken Körperseite von Kaulquappen.